# Michel Minéo
Pour les articles homonymes, voir Mineo (homonymie).
Michel Minéo  est un ingénieur géomètre, concepteur et constructeur de planeurs né en 1910 à Rabat (Maroc) où il est  mort le 22 décembre 1936.
Dès 15 ans, il s'enthousiasme pour l'aviation ultra-légère avec pour objectif le vol humain qu'il considère comme atteignable. Son planeur le plus abouti est le MINEO M-5, 44 kg à vide, qui a établi des records de durée au Maroc. Il avait en chantier au moment de sa mort un appareil qui devait être une étape majeure vers le vol à la seule force de l'homme.

## Biographie
Michel Minéo naît en 1910 à Rabat (Maroc). On ne sait quasiment rien de son enfance. Il a un frère, prénommé François. 
Ingénieur géomètre, Michel Minéo a un don particulier pour les mathématiques et une passion pour le vol. Il apparait comme étant la figure emblématique des débuts du vol à voile marocain, et participe activement à l’essor de cette discipline.
Son implication et ses publications montrent la profondeur, la pertinence de son analyse des phénomènes aéronautiques et sont l'objet de débats techniques argumentés dont on peut voir les effets dans la revue Les Ailes (no 718 - no 721)
Très affecté par la maladie à l'issue fatale de sa mère, Michel Minéo met fin à ses jours en se tirant une balle dans le cœur le 22 décembre 1936, à l'âge de 25 ans,. Ses obsèques et celles de sa mère se déroulent à Rabat le 23 décembre 1936, à la même heure.

## Travaux

### Essor du vol à voile au Maroc
Alors que l'activité vol à voile est juste naissante au Maroc, Michel Minéo participe à son essor par son implication.
Il se passionne pour le vol dès son enfance et apparait rapidement comme un pionnier au Maroc dans le domaine du vol amateur sans moteur. Il construit lui-même, avec des moyens rudimentaires, les machines sur lesquelles il se forme au pilotage.

### Voilure rigide aérodynamique à courbure variable

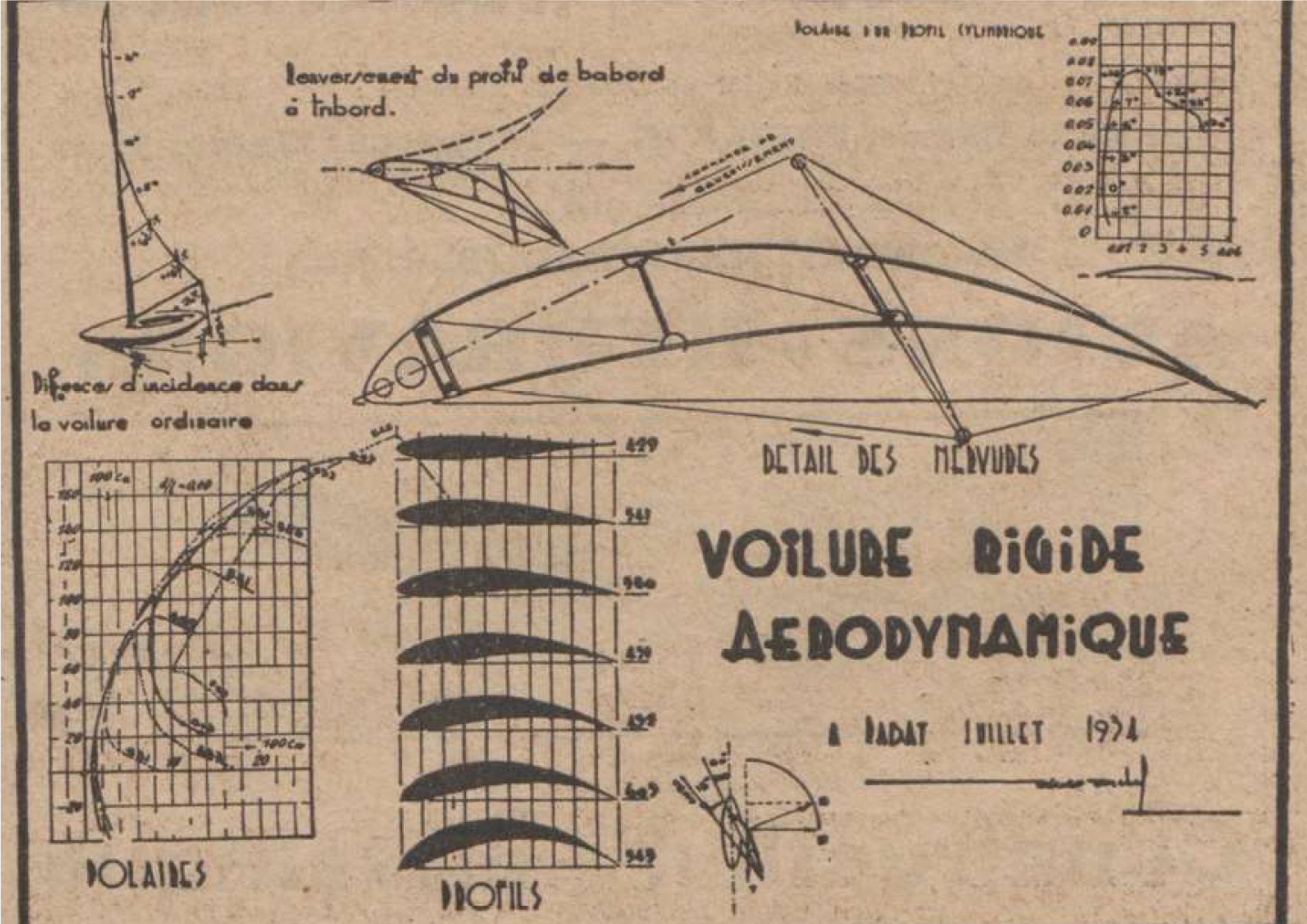
Schémas de Michel Minéo extraits de la revue Les Ailes, no 698.

En 1934, Michel Minéo se fait remarquer par son application des concepts aéronautiques au monde de la voile. Il imagine une voile aérodynamique construite sur le principe d'une aile de planeur. 
Ainsi, il produit une petite révolution parmi les yachtmen nord-africains lorsqu'il équipe son sloop « Oberden » avec une aile à courbure variable. Ses calculs montrent qu'elle doit générer trois fois plus de poussée qu'une voile classique. 
Cette configuration lui permet de battre facilement des bateaux doublement voilés au cours d'une régate qu'il remporte : sur un parcours de trois milles, il franchit la ligne d'arrivée avec 26 minutes et un mille d'avance sur le concurrent le plus rapproché.
La voile est repliable et commandée par un manche à balai qui agit d'une part sur l'orientation (mouvement longitudinal), d'autre part sur la courbure et le renversement du profil (mouvement transversal).

### Minéo M-5
Les études aérodynamiques de Michel Minéo aboutissent à la conception et la construction d'un planeur de performance de 12,50 m d'envergure baptisé le M-5. Il s'agit d'un monoplace ultra-léger de 44 kg à vide, avec un allongement de 13 et affichant une finesse de 20. Son fuselage est de section carrée axée suivant les diagonales. 

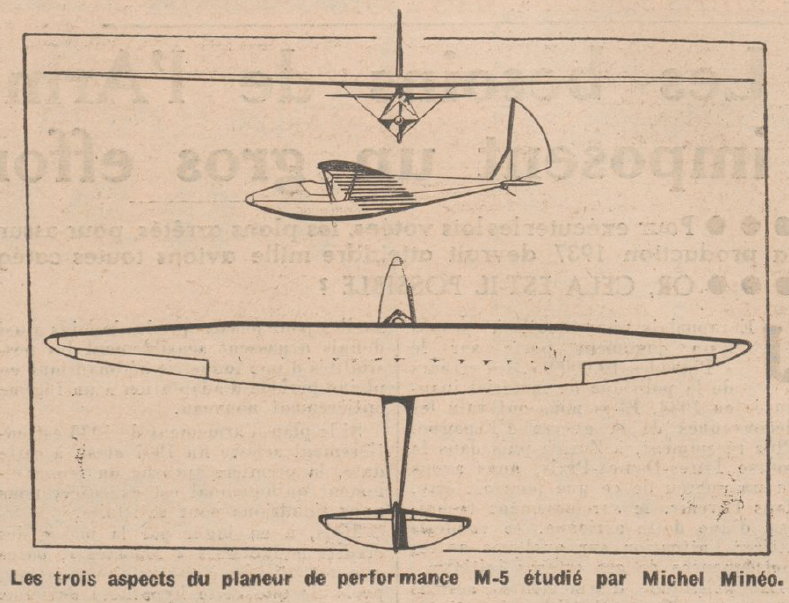
Le planeur M-5 de Michel Minéo - Les Ailes, no 846, 1935.

Dans l'esprit du mouvement de « l'aviation pour tous » initié par Henri Mignet, il diffuse les plans détaillés et instructions permettant à tout amateur d'en faire la construction. Il faut compter, selon la notice de construction, environ 34 jours de travail pour construire un M-5.
Après un premier vol pour l'essai de centrage de son planeur, c'est lors son deuxième vol qu'il établit le record du plus long vol au Maroc : le 16 février 1935,  il vole pendant 16 minutes et parcourt 13,2 km,,.
Nello Del Gonzino, un ancien instructeur des écoles de vol à voile italien vivant au Maroc, construit un second planeur M-5,.
Les 1er et 2 août 1936, Michel Minéo et Nello Del Gonzino tentent de battre le précédent record établi l'année précédente, mais sans succès.
Il faut attendre le 28 juillet 1937 pour que Nello Del Gonzino à bord du M-5 réalise à Salé un vol de 3 heures et 27 minutes en vol de pente, naviguant à des altitudes comprises entre 150 m et 350 m. Il établit ainsi le nouveau record du Maroc,. En novembre 1937, après avoir battu son propre record avec 4 heures 10 minutes de vol, il se tue à la suite du blocage d'une commande de vol.

### Vol à propulsion musculaire et formule Pou

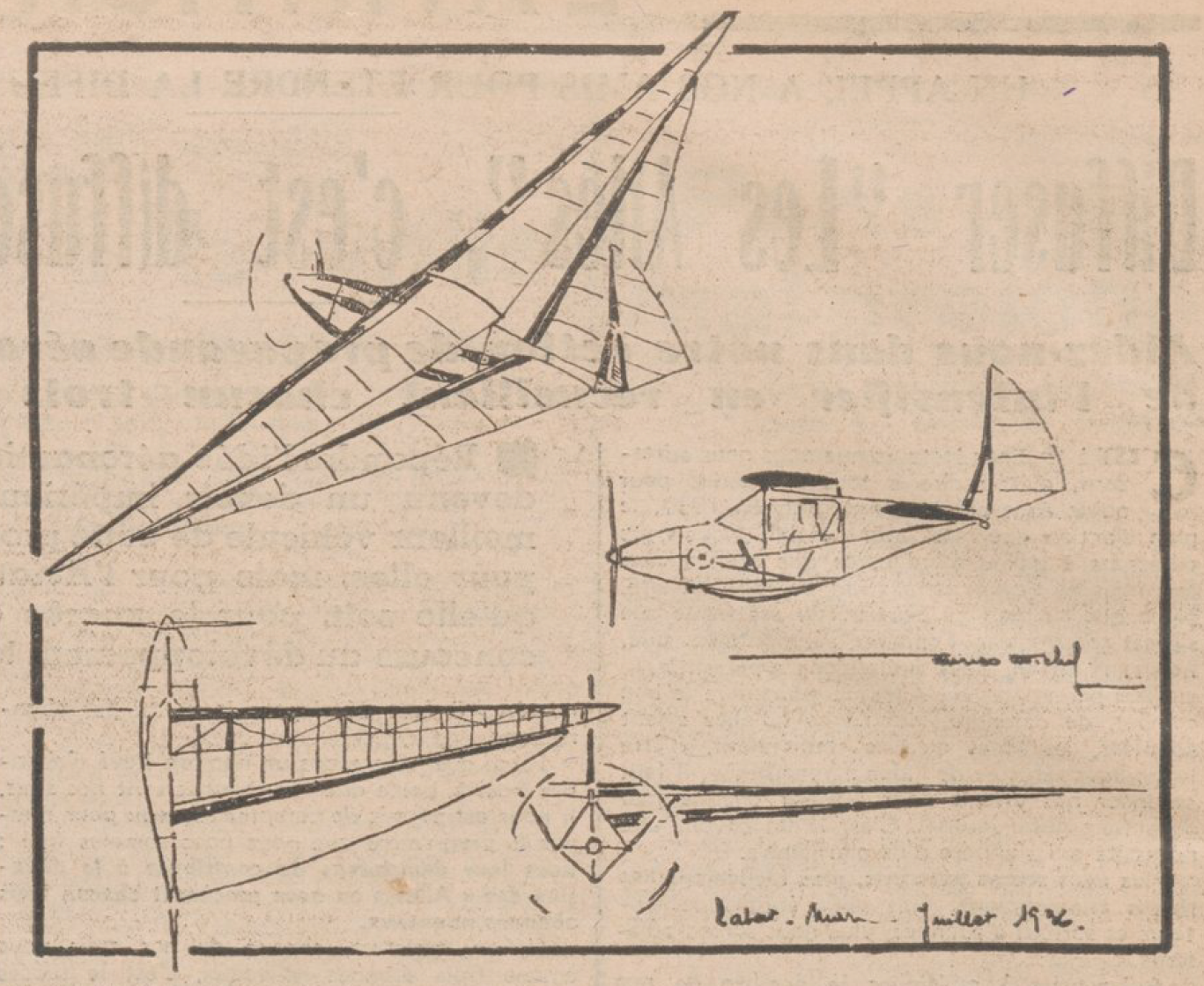
Étude réalisée par Michel Minéo de juillet 1936 autour du vol Humain - Les Ailes, no 812, janvier 1937.

Comme le mentionne son frère François lorsqu'il transmet l'ultime article préparé par son frère pour la revue Les Ailes et publié dans le no 812, le rêve poursuivi par Michel Minéo est le vol humain propulsé par la force de l'homme.
C'est en 1933 que Michel Minéo présente sa première étude sur le vol à propulsion humaine. Le lancement se fait par un sandow, le devis poids de l'appareil présenté est de 20 kg, avec une envergure de 8,20 m.
Sur la base du concept de l'aile à fente utilisé par Henri Mignet, il calcule un moto-planeur, le « Pou-Bimbo », alliant le meilleur des deux conceptions du Pou-du-ciel et du M-5. Le Pou-Bimbo est calculé pour une finesse de 25, une envergure de 7 m, un poids à vide de 70 kg.
Il poursuit cette idée et après avoir vérifié la faisabilité du vol propulsé à la force humaine par le calcul, Michel Minéo dessine et étudie un avion dont les principes directeurs sont reproduits dans son article posthume.
Les caractéristiques de cet appareil sont :
- Profil 549 avec une aile avant d'envergure 9,40 m (surface de 7,3 m2, allongement 12,2) et une aile arrière de 8 m (surface de 6,4 m2, allongement 10)
- Poids de 28 kg, charge au mètre carré de 7 kg.
- Finesse 27, vitesse 32 km/h, puissance 2/3 de ch[25].

## Photos

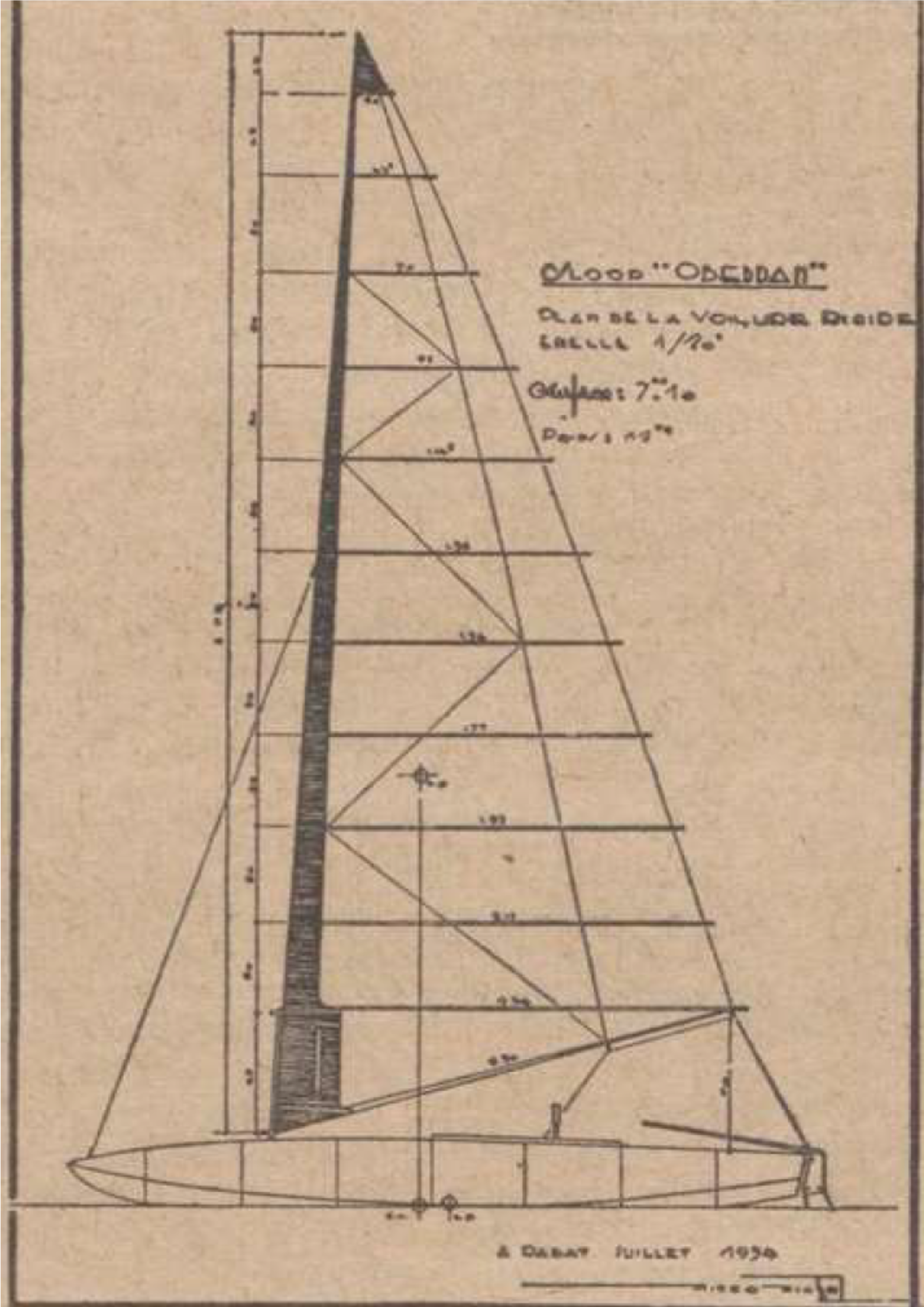
Sloop Oberden avec voile aérodynamique - Les Ailes, n° 698, novembre 1934.
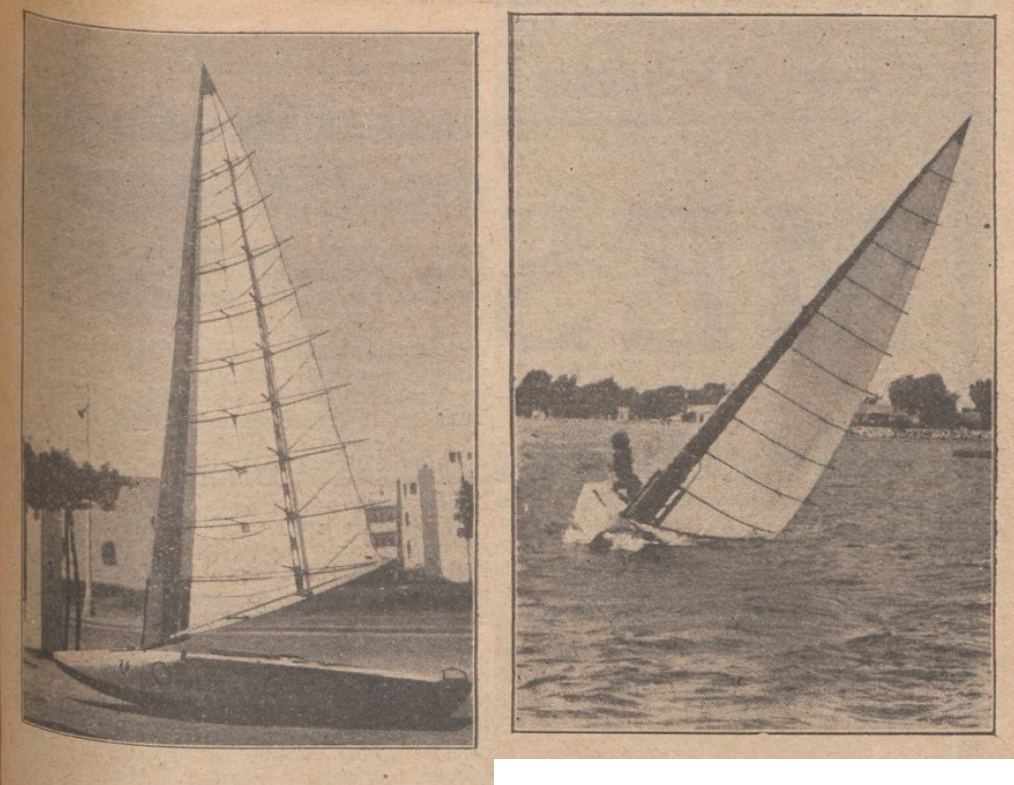
Sloop Oberden avec voile aérodynamique - Les Ailes, n° 698, novembre 1934.
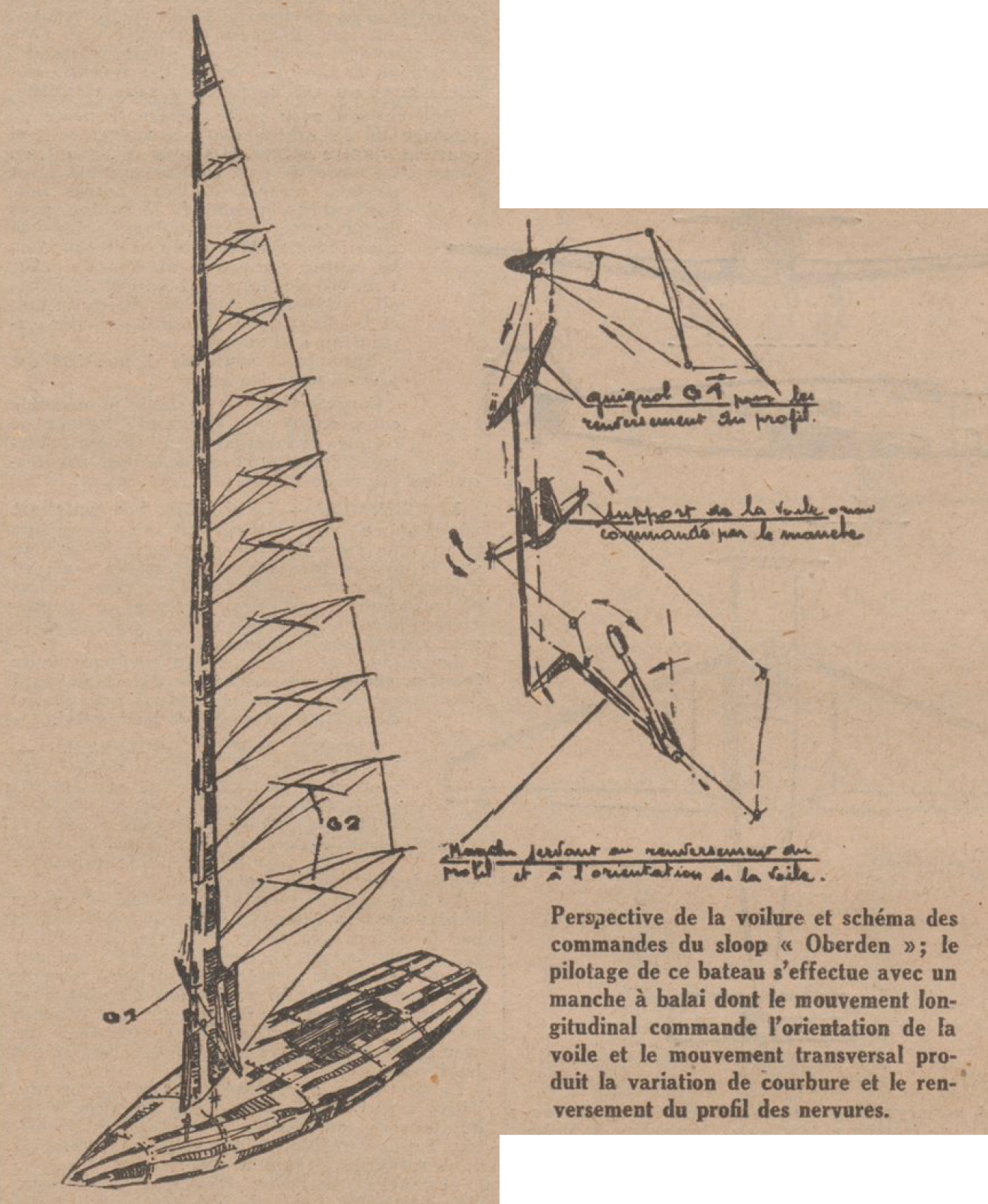
Voilure aérodynamique - Les Ailes, n° 711, janvier 1935.
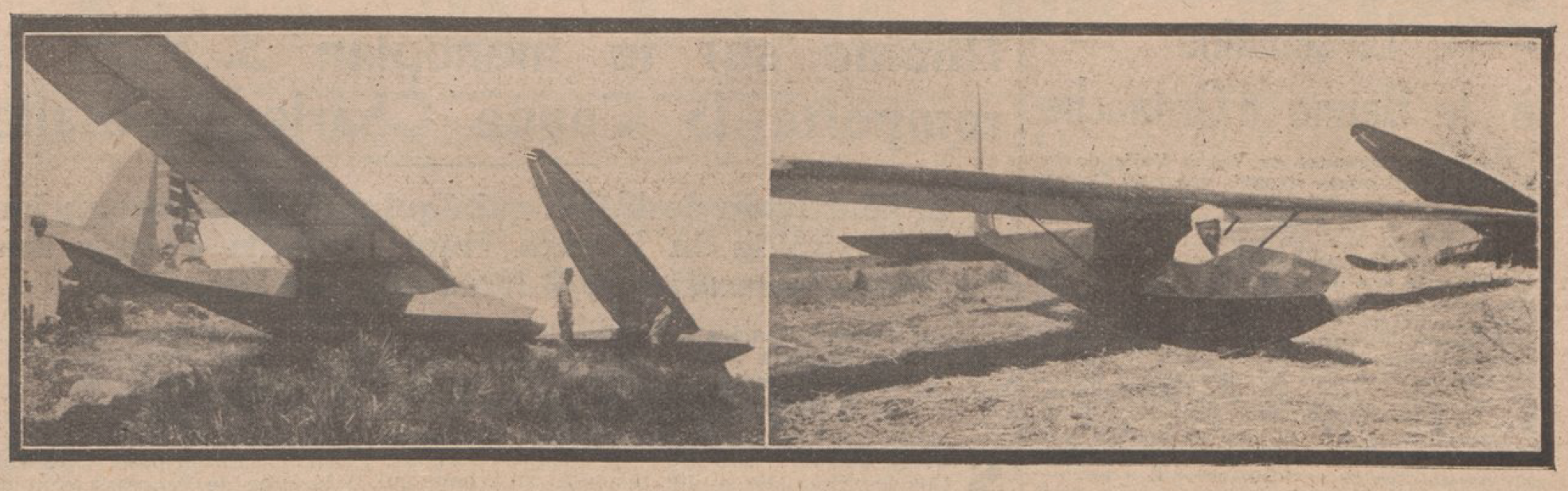
Les deux planeurs M-5 sur la crête - Les Ailes, n° 792, août 1936.
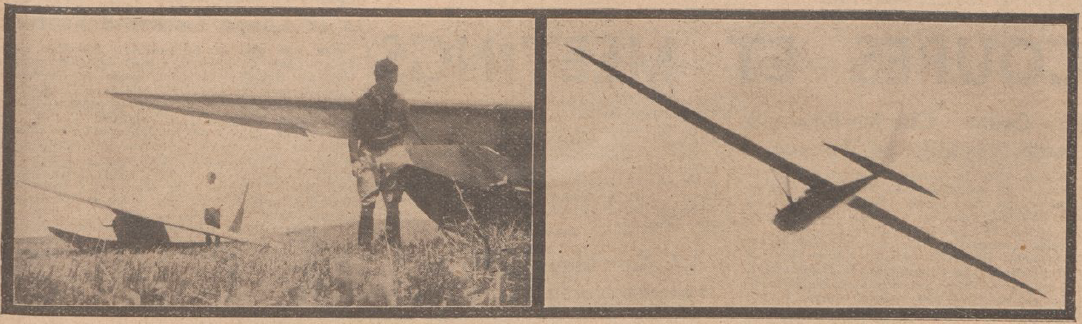
Les deux planeurs M-5 côte à côte à gauche, un en vol à droite - Les Ailes, n° 790, août 1936.
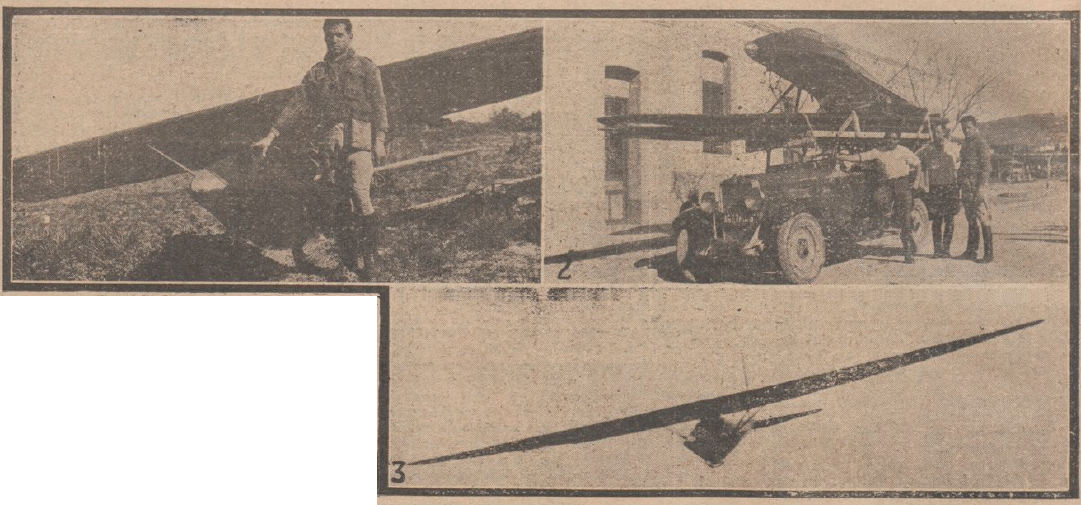
Michel Minéo devant  son planeur ultra-léger M-5 - Les Ailes, n° 716, mars 1935.
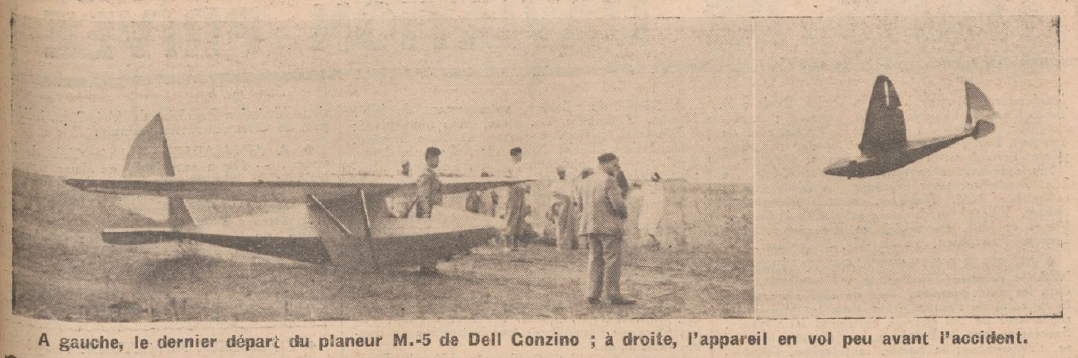
Le M-5 de Dell Gonzino - Les Ailes, n° 855, novembre 1937.

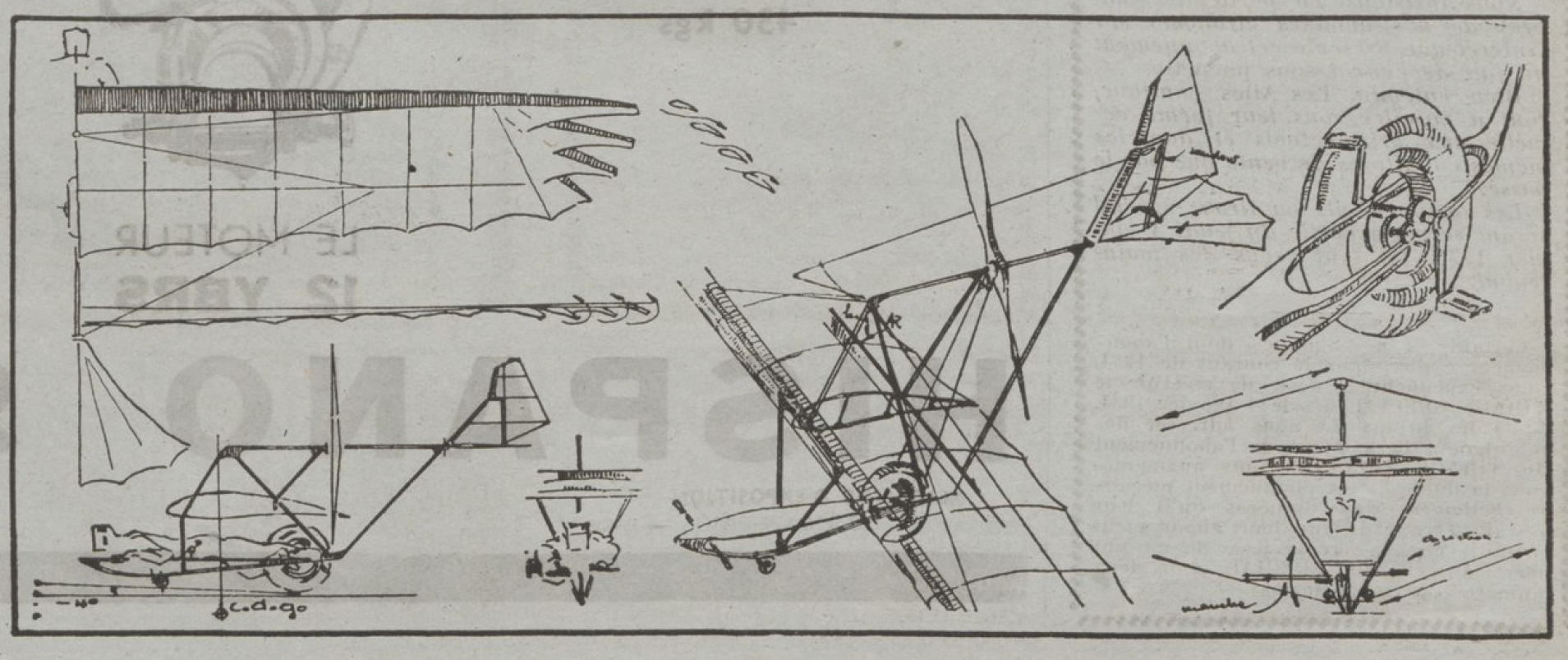
Étude du vol humain par Michel Minéo - Les Ailes, n° 653, décembre 1933.
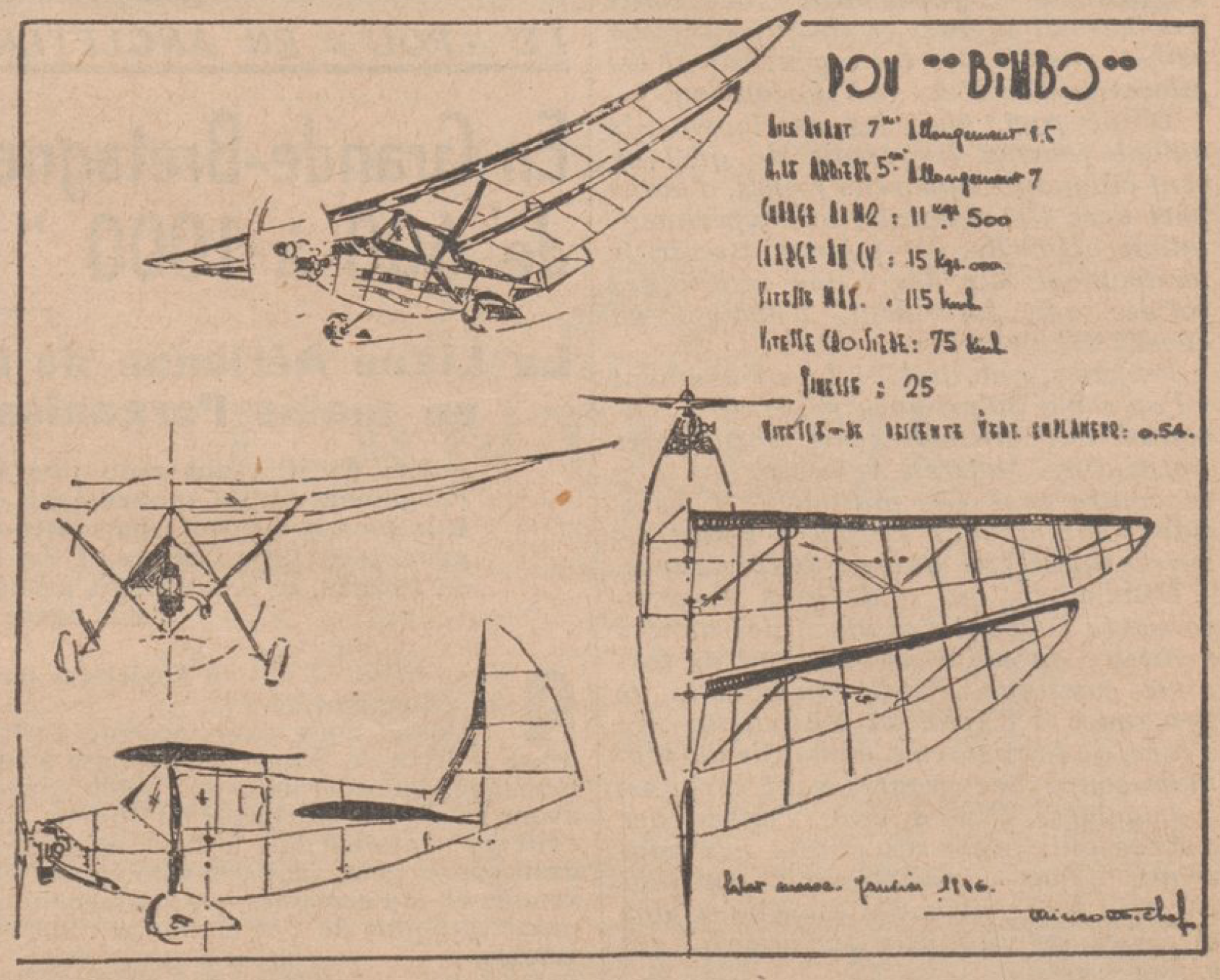
Le "POU-BIMBO" moto-planeur conçu par Michel Minéo alliant les concepts du Pou-du-ciel et du M-5 - Les Ailes, n° 764, février 1936.
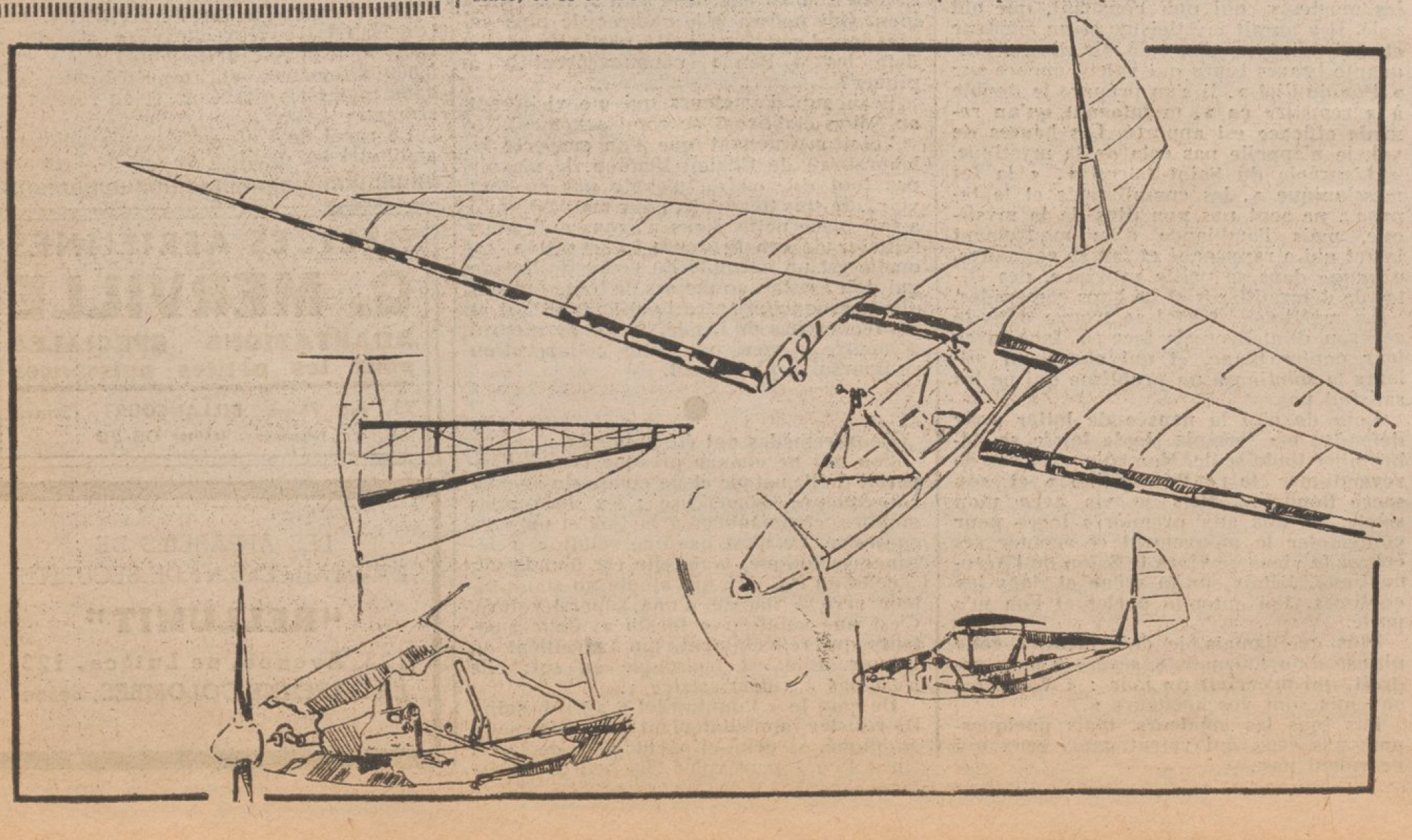
Détails de l'étude de Michel Minéo sur le vol humain - Les Ailes, n° 812 , janvier 1937.
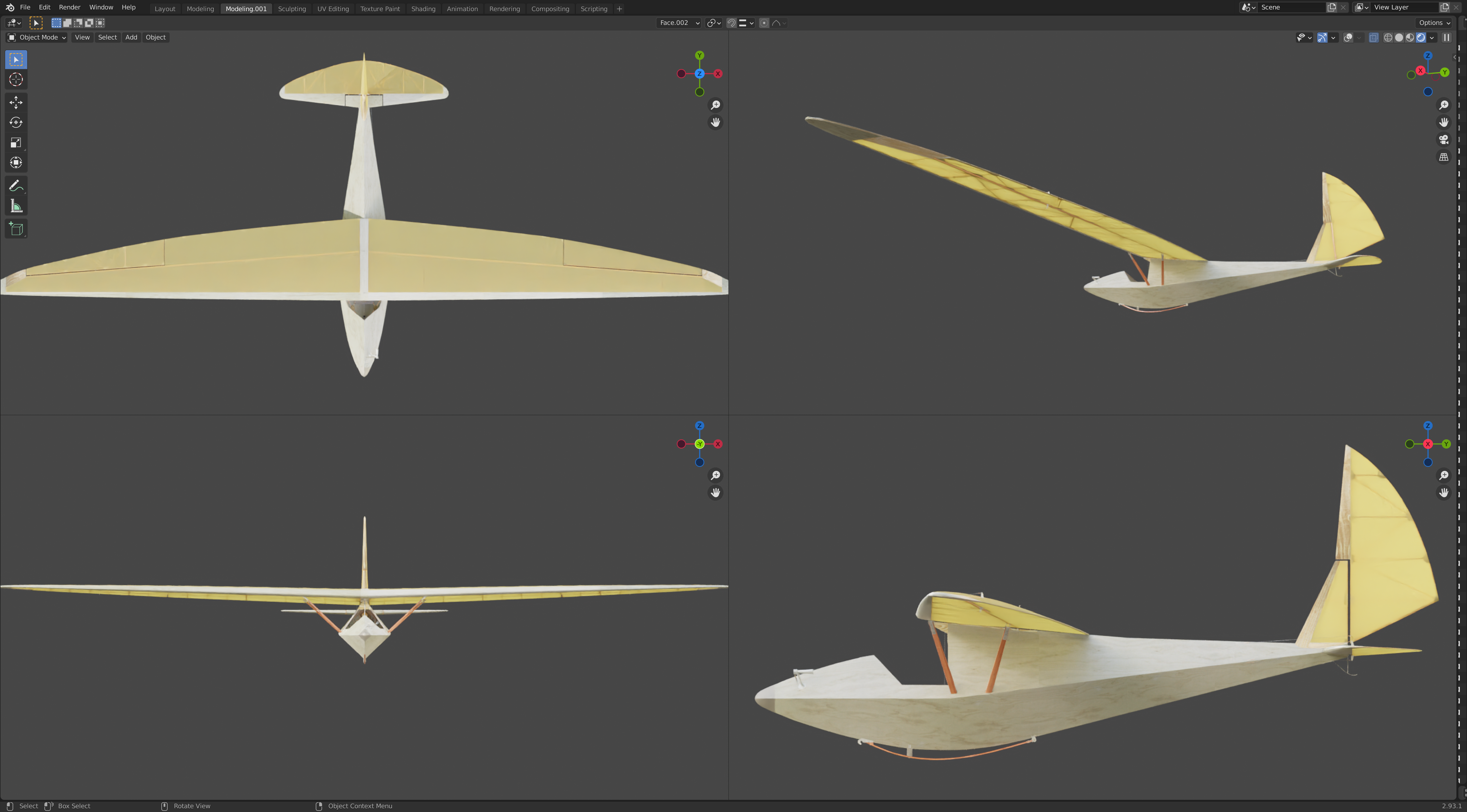
Mineo M-5 : maquette numérique, structure complète.